# Довженко Григорій (політик)
Григо́рій (Васи́ль Дани́лович)  Довже́нко (* 1876 або 1877  — † 18 грудня 1958  Абондан, Франція) — український політичний і громадський діяч.

## Біографічні дані
Родом з Охтирщини. За фахом технік.

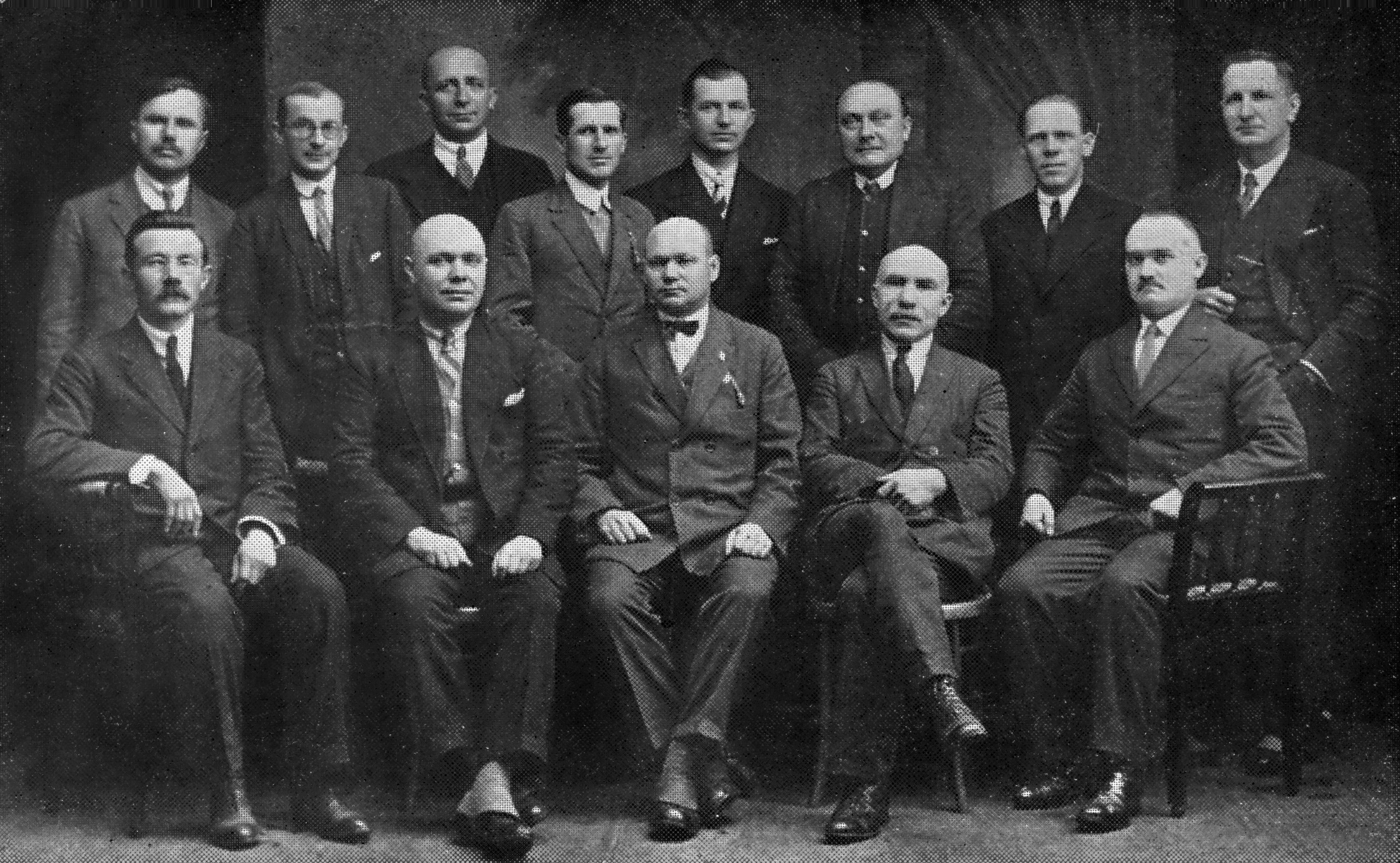
Члени Конференції УСДРП в Подєбрадах 1926 р. Григорій Довженко сидить другий зліва.

Член Української соціал-демократичної спілки. Працював над профспілковою організацією робітництва. Секретар професійних спілок робітників-цукроварів в Україні.
1917 року — член Української Центральної Ради та Малої Ради. Директор департаменту ринку праці. Керував видавництвом Української соціал-демократичної партії (УСДРП) у Києві.
Від 1920 року в еміграції. Голова Українського Червоного Хреста в Польщі. Від 1931 року у Франції. Голова Комітету Української Соціалістичної Партії у Франції, директор Бібліотеки ім. Симона Петлюри в Парижі.